# 山﨑愛生
山﨑 愛生（やまざき めい、2005年6月28日 - ）は、日本の歌手、アイドル。ハロー!プロジェクトの女性アイドルグループモーニング娘。の15期メンバー。北海道札幌市出身。アップフロントプロモーション所属。

## 略歴
2016年に開催された「ハロー!プロジェクト『北海道限定』メンバーオーディション」に合格。同年7月30日、太田遥香・佐藤光・石栗奏美・河野みのり・北川亮・工藤由愛とともにハロプロ研修生北海道に加入。
2018年5月、『Hello! Project 研修生発表会2018 〜春の公開実力診断テスト〜』にてJuice=Juiceの「Wonderful World (English Ver.)」を披露し、歌唱賞を受賞。
2019年5月、『Hello! Project 研修生発表会2019 〜春の公開実力診断テスト〜』にて℃-uteの「夢幻クライマックス」を披露し、キャラクター賞を受賞。同年6月22日、モーニング娘。への加入が発表された。
2020年1月22日、シングル『KOKORO&KARADA/LOVEペディア/人間関係No way way』でモーニング娘。としてメジャーデビュー。同年6月12日、1stビジュアルフォトブック『Mei』を発売。
2021年8月21日、1st写真集『Mei16』を発売。
2023年6月22日、Instagramを開始。同年11月より、自身初となるソロラジオ番組『モーニング娘。'24 山﨑愛生のメイボンソワ』スタート。
2024年9月14日、2nd写真集『Mei19』を発売。

## 人物
- ニックネームは、めいちゃん[1]、めいち[2]、パンダさん[1]。メンバーカラーはブライトグリーン[1]。
- 血液型B型[3]。身長160 cm[14]。
- モーニング娘。史上初のハロプロ研修生北海道出身メンバーであり[15]、また、譜久村聖・佐藤優樹・野中美希に続く歴代モーニング娘。4人目の左利きメンバーでもある。
- 英語や青系のカラーを好む。
- 好きな動物としてジャイアントパンダを挙げている[16]。尊敬しており「パンダさん」とさん付けで呼ぶ。
- 皆からしゃべり方がスローモーションだといわれる。好きな食べ物はジンギスカンと海苔、ブリッジなどのマット体操が特技。憧れの先輩は小田さくらと嗣永桃子[17][16]。
- 「炭酸水」が好きで、明石家ファミリーに入るため、「炭酸水」を飲んだ際などに「与作」の「へい・へい・ほ〜♪」に合わせて「たん・さん・すい〜♪」というギャグ（明石家定食）を明石家さんまから伝授されている[18]。
- 三才ブックス『ラジオ番組表』2023秋号のイチ推し番組DJランキング「女性パーソナリティ部門」にて1位[19]、2024年春号の「ひとり語り番組部門」で1位を獲得した[20]。

## 出演

### ラジオ
- Hello! to meet you!（2016年10月 - 2019年6月、HBCラジオ）
- GIRLS♥GIRLS♥GIRLS =FULL BOOST= 「モーニング娘。'21のモーニングダイアリー」（2019年9月5日 - 2021年3月11日、FM-FUJI）
- モーニング娘。'24 山﨑愛生のメイボンソワ（2023年11月 - 、STVラジオ）- 第1土曜日担当

### コンサート
- M-line Special 2023 〜Magical Wish〜（2023年4月14日、なかのZERO 大ホール、1公演） - ゲスト出演[21]

## 書籍

### ビジュアルフォトブック
- Mei（2020年6月12日、オデッセー出版、撮影：外山繁）[10]
  - ISBN 978-4-8470-8301-3（通常版）
  - ISBN 978-4-8470-8302-0（amazon.co.jp限定カバー版）

### 写真集
- Mei16（2021年8月21日、オデッセー出版 / ワニブックス、撮影：西村康）[11]
  - ISBN 978-4-8470-8379-2（通常版）
- Mei19（2024年9月14日、オデッセー出版、撮影：西村康）[13]
  - ISBN 978-4-911265-03-1

## 参加ユニット
- モーニング娘。（2019年 - ）
- シャッフルユニット
  - ハロプロ・オールスターズ（2020年）